# Часниківка (Миргородський район)
Часникі́вка —  село в Україні, у Сенчанській сільській громаді Миргородського району Полтавської області. Населення становить 350 осіб. До 2020 року орган місцевого самоврядування — Вирішальненська сільська рада.

## Географія
Село Часниківка знаходиться за 2 км від лівого берега річки Сула, вище за течією на відстані 1,5 км розташоване село Рудка, нижче за течією на відстані 4 км розташоване село Ломаки (Лубенський район). На відстані 1 км знаходиться село Високе. По селу протікає пересихаючий струмок з загатою.

## Населення

### Мова
Розподіл населення за рідною мовою за даними перепису 2001 року:
| Мова       | Кількість | Відсоток |
| ---------- | --------- | -------- |
| українська | 344       | 98.29%   |
| російська  | 4         | 1.13%    |
| вірменська | 1         | 0.29%    |
| румунська  | 1         | 0.29%    |
| Усього     | 350       | 100%     |

## Об'єкти соціальної сфери
- Школа І ст.